# Alice A. Andrews
Alice A. Andrews fue una compositora y directora estadounidense.

## Biografía
Nació en St. Peter, Minnesota, en el seno de una familia de músicos conocida por regentar una compañía de ópera. Su padre, un intelectual, descendía de españoles. Alice aprendió a cantar a los 2 años y, cuando tenía 9, comenzó a viajar con sus hermanos y el resto de la familia para participar en los diferentes conciertos que ofrecían a lo largo del estado.
Tras unos años, dejó de viajar para asistir a la escuela. Puesto que la calidad de su voz disminuyó, llegando incluso a perderla en una ocasión, dejó de cantar para dedicarse a la música instrumental. Durante nueve o diez años fue pianista y dirigió la compañía.
Compuso varias piezas musicales, algunas de las cuales fueron publicadas. Asimismo, tenía gran talento para la transposición.

## Atribución
- Este artículo contiene texto traducido desde una publicación que se encuentra ahora en dominio público: Willard, Frances Elizabeth; Livermore, Mary Ashton Rice (1897). American Women: Fifteen Hundred Biographies with Over 1,400 Portraits : a Comprehensive Encyclopedia of the Lives and Achievements of American Women During the Nineteenth Century. Mast, Crowell & Kirkpatrick.

- Datos: Q58210108
- Multimedia: Alice A. Andrews / Q58210108